# Lisa Vicari
Lisa Vicari (* 11. Februar 1997 in München) ist eine deutsche Schauspielerin.

## Leben
Lisa Vicari wuchs als Tochter einer Ärztefamilie in München auf und fand als Elfjährige durch den Besuch eines Improvisationstheaterkurses zur Schauspielerei. Über ihren Großvater hat sie zudem italienische Wurzeln. Ihre erste Rolle erhielt sie 2009 durch den Produzenten Philipp Trauer in dem Kurzfilm Tunnelblicke von Julius Grimm, gefolgt von der Titelrolle in dem Kurzfilm Viki Ficki von Natalie Spinell. Bekannt wurde sie mit der Rolle der „Suse“ in der Kinderbuchverfilmung Hanni & Nanni von Enid Blyton. 2011 wurde sie für ihre Rolle in dem Film Hell, in dem sie die „Leonie“ spielt, für den Förderpreis Deutscher Film nominiert und mit dem Sonderpreis des New Faces Award 2012 ausgezeichnet. In dem Film Einer wie Bruno (2011) spielt sie die Rolle der „Maren“. 2014 spielte sie im Kinofilm Doktorspiele „Lilli“. In der am 5. Juni 2017 erstmals ausgestrahlten Berliner Tatort-Folge Amour fou spielt sie die Rolle der „Jasna Nemec“. Zudem spielte sie im selben Jahr die Luna im gleichnamigen Thriller.
2017 bekam Vicari die Rolle der „Martha Nielsen“ in der von Netflix produzierten Serie Dark, die sie bis 2020 verkörperte. Anlässlich dieser Rolle zog sie von ihrer Heimatstadt München nach Berlin. Im ebenfalls von Netflix produzierten Film Isi & Ossi (2020) spielte sie die Hauptrolle der „Isabell“. 2021 war sie zudem als Synchronsprecherin in der Episode True Colors des Computerspiels Life Is Strange tätig.
Neben ihrer Arbeit als Schauspielerin studierte sie Europäische Medienwissenschaft in Potsdam. Als schauspielerische Vorbilder nannte sie 2018 Cate Blanchett, Emilia Schüle und Saoirse Ronan.

## Filmografie (Auswahl)
- 2009: Tunnelblicke (Kurzfilm)
- 2010: Viki Ficki (Kurzfilm)
- 2010: Hanni & Nanni
- 2011: Und dennoch lieben wir (Fernsehfilm)
- 2011: Hell
- 2011: Einer wie Bruno
- 2013: Unter Verdacht: Ohne Vergebung (Fernsehreihe)
- 2014: Doktorspiele
- 2014: Die Chefin (Fernsehserie, Folge Tod eines Lehrers)
- 2016: SOKO München (Fernsehserie, Folge Das Halstuch)
- 2017: 2 Sturköpfe im Dreivierteltakt (Fernsehfilm)
- 2017: Luna
- 2017: Einmal bitte alles
- 2017: Tatort: Amour Fou (Fernsehreihe)
- 2017–2020: Dark (Fernsehserie, 20 Folgen)
- 2018: Schwimmen
- 2020: Isi & Ossi
- 2021: Hannes
- 2021: Das Haus
- 2021: Am Ende der Worte
- seit 2022: Django (Fernsehserie)
- 2023: Herrhausen – Der Herr des Geldes (Fernsehvierteiler)
- 2025: The Next Level (Fernsehserie, 6 Folgen)

## Synchronisationen
Videospiele
- 2021: Life Is Strange: True Colors als Riley Lethe